# Губельман, Феликс
Феликс Губельман (нем. Felix Gubelmann, 24 декабря 1880, Гамприн, Лихтенштейн — 13 июля 1929, там же) — лихтенштейнский государственный деятель, и.о. премьер-министра Лихтенштейна (1922).

## Биография
Родился в семье муниципального казначея.
- В 1909—1915 годах — казначей общины Гамприна,
- В 1915—1921 годах — глава общины Гамприна,
- В 1916—1922 годах — заместитель депутата.

В 1922 году был избран в парламент, сначала представлял Прогрессивную гражданскую партию, затем перешел в Народную партию. В марте того же года был назначен членом исполнительного совета (правительства) Лихтенштейна. В июне 1922 года непродолжительное время исполнял обязанности премьер-министра.
В 1926 году был назначен советником правительства. В 1927—1928 годах — комиссар по вопросам транспорта.